# Jaime Peralta
Jaime Andrés Peralta González (San José de Cúcuta, 31 gennaio 2005) è un calciatore colombiano, attaccante del San Lorenzo in prestito dal Cúcuta Deportivo.

## Carriera
È cresciuto nel settore giovanile del Cúcuta Deportivo, con cui ha debuttato il 20 luglio 2023 nell'incontro di Categoría Primera B vinto 2-1 contro l'Orsomarso. Il 12 agosto seguente ha segnato il suo primo gol nella partita persa 2-1 contro il Barranquilla.
Il 23 gennaio del 2024 è stato ceduto in prestito all'Independiente Medellín e cinque giorni dopo ha debuttato in Categoría Primera A segnando il gol decisivo nella vittoria per 1-0 contro il Deportivo Pereira. A causa di alcuni problemi disciplinari nel mese di aprile è rientrato al Cúcuta dove ha terminato l'anno solare in seconda divisione.
Il 31 gennaio 2025 è passato in prestito con opzione al San Lorenzo, club della prima divisione argentina.

## Statistiche

### Presenze e reti nei club
Statistiche aggiornate all'8 marzo 2025.
| Stagione                | Squadra                 | Campionato              | Campionato | Campionato | Coppe nazionali | Coppe nazionali | Coppe nazionali | Coppe continentali | Coppe continentali | Coppe continentali | Altre coppe | Altre coppe | Altre coppe | Totale | Totale | Totale |
| Stagione                | Squadra                 | Comp                    | Pres       | Reti       | Comp            | Pres            | Reti            | Comp               | Pres               | Reti               | Comp        | Pres        | Reti        | Pres   | Reti   |        |
| ----------------------- | ----------------------- | ----------------------- | ---------- | ---------- | --------------- | --------------- | --------------- | ------------------ | ------------------ | ------------------ | ----------- | ----------- | ----------- | ------ | ------ | ------ |
| 2023                    | Cúcuta Deportivo        | B                       | 15         | 3          | CC              | 0               | 0               | -                  | -                  | -                  | -           | -           | -           | 15     | 3      |        |
| gen.-apr. 2024          | Independiente Medellín  | A                       | 10         | 3          | CC              | 0               | 0               | CS                 | 3                  | 0                  | -           | -           | -           | 13     | 3      |        |
| mag.-dic. 2024          | Cúcuta Deportivo        | B                       | 8          | 5          | CC              | 0               | 0               | -                  | -                  | -                  | -           | -           | -           | 8      | 5      |        |
| Totale Cúcuta Deportivo | Totale Cúcuta Deportivo | Totale Cúcuta Deportivo | 23         | 8          |                 | 0               | 0               |                    | -                  | -                  |             | -           | -           | 23     | 8      |        |
| 2025                    | San Lorenzo             | PD                      | 5          | 1          | CA              | 0               | 0               | -                  | -                  | -                  | -           | -           | -           | 5      | 1      |        |
| Totale carriera         | Totale carriera         | Totale carriera         | 38         | 12         |                 | 0               | 0               |                    | 3                  | 0                  |             | -           | -           | 41     | 12     |        |